# 秋月種賀
秋月 種賀（あきづき たねよし）は、江戸時代中期から後期にかけての旗本寄合席。通称は大学。高鍋藩主秋月家分家の旗本寄合席木脇領主秋月家8代当主。石高は日向国諸県郡、宮崎郡内3,000石。屋敷は本所林町。幕職として本所深川火事場見廻役や新番頭、小普請組支配などを勤める。

## 生涯
秋月種懐（本宗家で高鍋藩主秋月種美の七男）の子として誕生。幼名は安太郎。父種懐は分家して高鍋藩連枝の1つ新小路秋月家の初代となり、安永8年（1779年）に高鍋藩の家老上席を勤めている。
寛政5年7月11日（1793年8月17日）に従兄で旗本寄合席の種備が死去したために、公称17歳で婿養子としてその家督を継ぎ、寛政9年12月22日（1798年）に徳川家斉へ初めて御目見を済ませる。享和元年（1801年）刊行の須原屋茂兵衛蔵版武鑑の御寄合衆に「三千石　秋月大学」とある。
文化6年6月18日（1809年）に本所深川火事場見廻役となる。須原屋茂兵衛蔵版武鑑では文化7年（1810年）刊行分から本所深川火事場見廻役として掲載されており、本所深川火事場見廻に「秋月大学　父式部 三千石 文化六巳六月ヨリ △本所はやし丁」とある。
文化8年（1811年）には寄合肝煎へ転じる。文化14年（1817年）に新番頭に就任し、文政2年11月24日（1820年）に小普請組支配となり、翌文政3年12月21日（1821年）に小普請組支配を辞職した。
家督は子の種博が相続する。

## 系譜
- 父：秋月種懐 - 此面、頼母
- 母：岡本氏
- 養父：秋月種備（1766-1793）
- 正室：秋月種備の娘
- 生母不明の子女
  - 長男：秋月種博（?-1862）